# Mankenbach
Mankenbach ist ein Ortsteil der Stadt Königsee im Landkreis Saalfeld-Rudolstadt (Thüringen).

## Geografie
Mankenbach liegt südlich von Oberhain auf dem gleichen Hochplateau des Thüringer Schiefergebirges. Südlich zum Schwarzatal an den steileren Hängen steht Wald. Unten im Tal verläuft die Landesstraße 1112, die mit der Kreisstraße 132 Richtung Mankenbach verbunden ist. Die traktorengängigen Flächen werden intensiv landwirtschaftlich genutzt, sonst wird Weidewirtschaft betrieben.

## Geschichte
Am 19. November 1370 wurde das Thüringer Walddorf erstmals urkundlich erwähnt.
An der Mankenbachsmühle, die unterhalb des Ortes im Schwarzatal liegt und zu Unterweißbach gehört, befand sich einst eine Eisenhütte. Es wurde begrenzt Land- und Forstwirtschaft neben Olitätenhandel betrieben. Bis 1918 gehörte der Ort zur Oberherrschaft des Fürstentums Schwarzburg-Rudolstadt.
Am 1. Juli 1950 wurde Mankenbach zu Oberhain eingemeindet. Seit dem 1. Januar 2019 ist der Ort ein Teil der Stadt Königsee.
Die Bewohner des ursprünglichen Dorfes Leibis wurden 1994 in die Nähe der Mankenbachsmühle (Unterweißbach) in das Dorf Neu-Leibis umgesiedelt.
Heute bietet der Ort im Naturpark Ferienwohnungen an. Land- und Forstarbeit wird weiterhin getätigt.